# Pseudovertagus phylarchus
Pseudovertagus phylarchus is een slakkensoort uit de familie van de Cerithiidae. De wetenschappelijke naam van de soort is voor het eerst geldig gepubliceerd in 1929 door Tom Iredale.